# Björn Valur Gíslason
Björn Valur Gíslason (* 20. September 1959 in Ólafsfjörður) ist ein isländischer Politiker der Links-Grünen Bewegung. 
Björn Valur Gíslason war seit 1975 Seemann und unter anderem langjähriger Vorsitzender der Kapitäns- und Steuermannsvereinigung Norðurland. In der damaligen Gemeinde Ólafsfjörður (Ólafsfjarðarbær) war er von 1986 bis 1998 Gemeinderat der Linken und Unabhängigen. Von 2009 bis 2013 war er Abgeordneter des isländischen Parlaments Althing für den Nordöstlichen Wahlkreis. Dort war er in verschiedenen Ausschüssen tätig, unter anderem als Vizepräsident der Budgetkommission und Vorsitzender des Kommunikations- und Transportausschusses. Er gehörte der isländischen Delegation in der Parlamentarischen Versammlung der OSZE an. Von 2011 bis 2012 war er Fraktionsvorsitzender der Links-Grünen Bewegung, von 2013 bis 2017 stellvertretender Vorsitzender der Partei.
Daneben ist Björn Valur Gíslason auch Musiker und Mitglied der Band Roðlaust og beinlaust. Die Band, die sich aus der Besatzung eines Trawlers zusammensetzt, war 2011 Gegenstand eines Dokumentarfilms, der für den isländischen Filmpreis Edda nominiert wurde.